# 二人は恋人
「二人は恋人」（ふたりはこいびと）は、1995年2月10日に森高千里が発表した楽曲、および25枚目のシングル。CDコードはEPDA-10。

## 概要
- ベストアルバム『DO THE BEST』からの先行シングル曲であるが、同作にはリミックスで収録されている。シングル盤の音源はベストアルバム『The Singles』で聴くことができる。オリジナルアルバム未収録。
- カップリングの「若さの秘訣」はアルバム『STEP BY STEP』からのシングルカット曲。
- 本作からは、レーベルであるワン・アップ・ミュージックが所属事務所であるアップフロントエージェンシーの完全資本となったため、デビューから所属していたワーナーミュージック・ジャパンから独立した形となった。以後、同社は販売委託のみとなる。
- 森高最大のヒット曲である。

## 収録曲
1. 二人は恋人
  - 作詞：森高千里 / 作曲・編曲：斉藤英夫
  - 日本テレビ系列ドラマ『恋も2度目なら』主題歌
2. 若さの秘訣（Single Version）
  - 作詞・作曲：森高千里
3. 二人は恋人（Drama Opening Size）
4. 二人は恋人（オリジナル・カラオケ）

## 演奏

### 二人は恋人
- 森高千里 - ヴォーカル、ドラムス、カウベル
- 斉藤英夫 - ギター、ベース、シンセサイザー、タンバリン、コーラス
- 福田裕彦 - アコースティックピアノ

### 若さの秘訣
- 森高千里 - ヴォーカル、ドラムス、リズムギター、ギターソロ
- 高橋諭一 - ギター
- 前嶋康明 - アコースティックピアノ
- 瀬戸由紀男 - ベース